# NHK檔案館
NHK檔案館（日语：NHKアーカイブス，エヌエイチケイアーカイブス）是NHK綜合頻道自2000年4月9日開始播出的一個節目，播出NHK在過去播出的紀錄片和電視劇，並通過數位技術修復因年久而劣化的映像，並配以解說。節目現主要在週日午後播出。

## 外部連結
- NHKアーカイブス （页面存档备份，存于） - 日本放送協会
- 平和アーカイブス （页面存档备份，存于）（原則毎月1回放映）
- あの日　あのとき　あの番組～ＮＨＫアーカイブス～ - NHK放送史（日本放送协会）（日語）